# Sitio de Gaza (2023-presente)
El sitio de Gaza comenzó el 2 de noviembre de 2023, cuando las Fuerzas de Defensa de Israel (FDI) rodearon la ciudad de Gaza. El asedio es parte de la actual invasión israelí de la Franja de Gaza de 2023, que fue un contraataque al ataque de Hamás contra Israel en ese mismo año. 
La ciudad de Gaza es la ciudad más poblada de la franja homónima y la batalla comenzó el 30 de octubre de 2023, cuando los soldados de las FDI y militantes de Hamás se enfrentaron en las afueras de la urbe. Según Oxfam, hay alrededor de 500.000 palestinos, junto con 200 israelíes y otros cautivos, actualmente atrapados en un "asedio dentro de un asedio" en el norte de Gaza.

## Sitio

### Noviembre de 2023

#### 2 de noviembre
El 2 de noviembre, las tropas israelíes rodearon la ciudad de Gaza cuando el número de muertos palestinos superó los 9.000. Las tropas israelíes han encontrado una feroz resistencia al avanzar hacia las puertas de la ciudad de Gaza. Los combatientes de Hamás y la Yihad Islámica Palestina abandonaron sus túneles para disparar contra los tanques israelíes entrantes, antes de regresar a su gran red subterránea. El ejército israelí informó haber perdido al comandante de su 53.er batallón en la batalla, el teniente coronel Salman Habaka, quien se creía que era el oficial israelí de mayor rango asesinado desde que comenzaron las operaciones terrestres israelíes en la franja de Gaza el 27 de octubre. Este combate estilo guerrilla ha obligado a Israel a una guerra terrestre en lugar de depender de su poderosa fuerza aérea para atacar los escondites de Hamás desde arriba.
Israel reconoció que Hamás estaba "bien preparado" para la batalla, afirmando que había "campos minados y trampas explosivas" que obstaculizaban el acceso a la ciudad. Un residente de la ciudad de Gaza informó que Israel bombardeó la ciudad durante toda la noche pero aún no pudo avanzar a través de los límites de la ciudad. Las Fuerzas de Defensa de Israel publicaron los nombres de cinco soldados que murieron durante el combate el 2 de noviembre, elevando a 24 el número total de soldados israelíes muertos desde la invasión de la Franja de Gaza.
Un ataque aéreo israelí destruyó un edificio residencial en el campo de refugiados de Bureij, al sur de la ciudad de Gaza, matando al menos a 15 personas y enterrando a decenas más bajo los escombros. El ataque aéreo tuvo lugar en la zona sur de la Franja de Gaza, hacia donde Israel había ordenado evacuar a los residentes del norte de Gaza el 13 de octubre. El mismo día, ataques aéreos israelíes bombardearon una zona de torres de apartamentos en el barrio de Tel al-Hawa, a sólo 100 metros del Hospital Al-Quds, según la Sociedad de la Media Luna Roja Palestina.

#### 3 de noviembre
El 3 de noviembre, un misil teledirigido israelí apuntó a un convoy médico de ambulancias que transportaban entre 15 y 20 pacientes gravemente heridos cerca de la puerta principal del Hospital Al-Shifa, que se dirigían al cruce fronterizo de Rafah con Egipto para buscar tratamiento en el extranjero. El mismo día, un ataque aéreo israelí bombardeó la escuela Osama bin Zaid en el norte de Gaza, dirigida por la UNRWA, matando a más de 20 personas. La UNRWA dijo que al menos 1.000 personas se refugiaron en la escuela desde el comienzo de la guerra. Israel afirmó haber perdido 18 soldados y matado a decenas de militantes el 3 de noviembre.

#### 4 de noviembre
El 4 de noviembre, las fuerzas israelíes bombardearon la escuela de al-Fakhoora, administrada por la ONU, en el campo de refugiados de Jabalia, que había estado albergando a personas desplazadas, matando al menos a 15 personas e hiriendo a 54, en su mayoría mujeres y niños. Israel también había atacado paneles y generadores solares, incluidos paneles solares en la parte superior de los hospitales. Éstas eran la única fuente de electricidad en Gaza desde que Israel impuso un bloqueo total a la Franja de Gaza el 9 de octubre. El ejército israelí había bombardeado las mezquitas de Ali bin Abi Talib y Al-Istijabah en el barrio de Sabra. Las Brigadas Al-Qassam de Hamás dijeron que sus combatientes han matado a 5 soldados israelíes más en un edificio al noroeste de la ciudad de Gaza, después de atacar a la fuerza con ametralladoras y bombas. Las Brigadas Al-Qassam han declarado que están luchando en múltiples frentes, incluido el noroeste de la ciudad de Gaza, el sur de la ciudad de Gaza, en Beit Hanun y el noreste de la Franja de Gaza. Los combatientes de Hamás han destruido 24 vehículos militares israelíes, incluyendo un tanque, un vehículo blindado de transporte de personal y una topadora con armas antiblindaje, en particular proyectiles Al Yassin 105 en los últimos dos días.

#### 5 de noviembre
El 5 de noviembre, las Fuerzas de Defensa de Israel bombardearon el campo de refugiados de al-Maghazi en el centro de Gaza, matando al menos a entre 30 y 51 personas, en su mayoría mujeres y niños. El bombardeo israelí destruyó la casa de la familia Sam'an en el campo de refugiados y causó graves daños a las viviendas e infraestructuras vecinas.
Las FDI publicaron imágenes de combates cerca del Hospital Hamad, incluidos combatientes de Hamás disparando desde el hospital y utilizando túneles cerca del edificio del hospital. Daniel Hagari, jefe de la Unidad del Portavoz de las FDI, dijo en un comunicado que Israel había rodeado completamente la ciudad de Gaza; Los "medios de comunicación israelíes" indicaron que las FDI iban a entrar en la ciudad en dos días. También se informó de cortes de comunicación en Gaza debido a los combates.

#### 7 de noviembre
El 7 de noviembre, Israel afirmó haber llegado al "corazón de la ciudad de Gaza", sin embargo, no hay pruebas ni indicios sobre el terreno de que las fuerzas israelíes avanzaran más hacia la ciudad. Hamás anunció que sus combatientes estaban causando grandes pérdidas y daños al avance de las fuerzas israelíes. Benjamín Netanyahu sugirió un plan para que Israel fuera responsable de la seguridad general de Gaza durante un "período indefinido" después de la guerra, aunque Estados Unidos se opuso a ello. El presidente estadounidense Joe Biden argumentó que "una reocupación de Gaza por parte de las fuerzas israelíes no es lo correcto".

#### 8 de noviembre
El 8 de noviembre, 50.000 habitantes de Gaza huyeron hacia el sur a través de la ventana de evacuación, según el gobierno israelí, en medio de los combates entre Hamás y las fuerzas israelíes en la ciudad de Gaza. Algunos compararon los movimientos de masas con la Nakba de 1948. Daniel Hagari afirmó que las FDI estaban destruyendo túneles subterráneos de Hamás y confiscando armas, incluidos más de 700 RPGs. No está claro si las tropas israelíes estaban luchando dentro de la ciudad. Un ataque aéreo israelí contra una casa cerca de un hospital en el campo de refugiados de Jabalia mató al menos a 19 personas. Como resultado del bloqueo total israelí de Gaza, el Hospital Al-Quds se quedó sin combustible y se vio obligado a cerrar la mayoría de sus operaciones, además de sufrir bombardeos israelíes diarios alrededor del complejo médico desde el 5 de noviembre. El hospital apagó su generador principal y recurrió a la operación de un generador más pequeño para brindar servicios esenciales a sus 500 pacientes y 14.000 desplazados internos que se refugiaban allí.

#### 9 de noviembre
El 9 de noviembre, Israel lanzó una "serie de ataques violentos" en el norte de Gaza, creando un "cinturón de fuego" en el lado oriental del norte de Gaza, según el Ministerio del Interior palestino. Aviones israelíes bombardearon varias casas en Deir al-Balah, en el centro de Gaza, matando al menos a siete palestinos. Un ataque aéreo israelí bombardeó la escuela Al-Buraq en la calle Lababidi en el barrio de Al-Nasr, al norte de la ciudad de Gaza, que estaba siendo utilizada por la UNRWA como refugio. Al menos 50 personas murieron en el ataque y se informó de múltiples heridos. El ejército israelí afirmó haber matado a 50 combatientes de Hamás en la ciudad de Gaza en los últimos días. Hamás dijo que un soldado israelí mantenido cautivo en Gaza murió y otro resultó herido en un ataque aéreo israelí en el centro de Gaza.

#### 10 de noviembre
El 10 de noviembre, al menos 50 personas murieron después de que misiles y artillería israelíes atacaran una escuela en Gaza que albergaba a desplazados internos. Los tanques israelíes rodearon varios hospitales en Gaza, según funcionarios de salud, mientras que el hospital Al-Shifa fue atacado cinco veces en las últimas 24 horas. El 10 de noviembre, más del 50% de las viviendas en toda Gaza habían sido destruidas por los implacables bombardeos israelíes.

#### Asedio del Hospital Al-Shifa (11-15 de noviembre)
A partir del 11 de noviembre, las Fuerzas de Defensa de Israel comenzaron un asedio del Hospital Al-Shifa, el complejo médico más grande de Gaza, basándose en información de inteligencia de que el centro de mando de Hamás se encuentra debajo del hospital.  El ejército israelí atacó directamente el hospital, donde miles de heridos y desplazados se encuentran atrapados en medio de intensos bombardeos. La situación en el hospital al-Shifa es parte de una grave crisis sanitaria en Gaza. El hospital se está quedando rápidamente sin electricidad, alimentos y suministros médicos. El último generador se quedó sin combustible, matando a tres bebés prematuros y a otros cuatro pacientes. Otros 36 niños corren riesgo de muerte. El 15 de noviembre, las FDI allanaron el hospital. 

#### 24 de noviembre
El 24 de noviembre, el ejército israelí se retiró del hospital de Al-Shifa. Según Middle East Eye, Israel no logró presentar muchas pruebas de que Hamás estuviera utilizando el hospital como "centro de mando y control" a pesar de controlar el hospital durante más de una semana.

### Diciembre de 2023

#### 13 de diciembre
Nueve soldados de la Brigada Golani de las FDI, incluido el teniente coronel Tomer Greenberg, murieron en una emboscada mientras intentaban ayudar a un grupo de soldados de las FDI que quedaron atrapados en una emboscada, lo que resultó en una de las mayores pérdidas para las FDI durante la invasión. 

#### 18 de diciembre
Las FDI anunciaron que el 13.º Batallón de la Brigada Golani y la 188.ª Brigada Blindada capturaron la Plaza Palestina en el barrio Shejaiya de la ciudad de Gaza y publicaron imágenes de las FDI demoliendo el monumento de guerra de Hamás que celebraba la emboscada de un vehículo blindado israelí durante la Batalla de Shuja'iyya de 2014 El batallón de Hamás también estaba bajo una fuerte presión debido a que Israel destruyó sus centros de mando e infraestructura, pero Shujaiya siguió siendo un bastión establecido de Hamás con intensos combates.

#### 19 de diciembre
Las FDI informaron de la destrucción de los tres batallones de Hamás que operaban en Jabalia y de que las muertes de militantes palestinos en Jabalia habían llegado a 1.000, aunque algunos milicianos seguían luchando en la zona de Jabalia. El Instituto para el Estudio de la Guerra (ISW) y el Proyecto de Amenazas Críticas (CTP) estimaron que la Brigada del Norte de Gaza de Hamás había sido significativamente degradada.
Las milicias palestinas continuaron atacando los avances israelíes al este de la ciudad de Jabalia y las Brigadas al Qassem reivindicaron dos ataques contra las fuerzas israelíes utilizando cohetes termobáricos y granadas propulsadas por cohetes (RPG) en el campo de refugiados de Tal al Zaatar, al norte de Jabalia, junto con ataques de mortero por parte de las Brigadas al Quds. Las Brigadas de los Mártires de Al Aqsa y las Brigadas de Al Nasser Salah al Din también afirmaron haber atacado a las fuerzas israelíes. Los militantes palestinos utilizaron la relativa seguridad de la Gobernación Central para atacar a las fuerzas israelíes en la ciudad de Gaza y sus alrededores.

#### 20 de diciembre
CTP-ISW evaluó que el Batallón Sabra-Tal al-Islam (Tel al-Hawa) de las Brigadas al-Qassem está degradado pero aún es efectivo en combate. Las Brigadas Al Qassem continuaron los ataques contra las fuerzas israelíes que avanzaban, así como resistiendo las operaciones de limpieza israelíes detrás de la línea del frente israelí. Los ataques de Hamás denunciados incluyeron una emboscada a un convoy israelí de ocho vehículos en Sabra y Tal al Hawa y la detonación de artefactos explosivos improvisados antipersonal en el barrio de Zaytun, en el sur de la ciudad de Gaza.

#### 23 de diciembre
Las fuerzas palestinas continuaron los ataques en Jabalia y el barrio Sheikh Radwan de la ciudad de Gaza utilizando municiones antipersonal, juegos de rol y cohetes termobáricos. El barrio de Sheikh Radwan sigue siendo una de las zonas que quedan en la ciudad de Gaza donde las milicias palestinas continúan reivindicando ataques casi diarios contra las fuerzas israelíes. Las fuerzas de operaciones especiales israelíes ubicaron un cuartel general de Hamás al sur de la ciudad de Gaza que consistía en una red de túneles de varios niveles conectados con infraestructura de agua y electricidad que permitía a los combatientes de Hamás moverse entre diferentes sectores de la ciudad.

#### 26 de diciembre
Las FDI afirmaron haber despejado dos escuelas y confiscado artefactos explosivos improvisados en bolsas de la UNRWA. Las milicias palestinas continuaron resistiendo a las fuerzas israelíes en Daraj wal Tuffah con las Brigadas al Qassem y las Brigadas al Quds utilizando fuego combinado de francotiradores y RPG contra la infantería desmontada de las FDI.

### Enero de 2024

#### 10 de enero
Hamás negó haber perdido su red de mando y control en la Franja de Gaza y publicó vídeos de las operaciones de las Brigadas al Qassem en el norte de Gaza, incluido Sheikh Radwan, pero los vídeos estaban fechados a finales de diciembre de 2023. El Instituto para el Estudio de la Guerra (ISW) afirmó que la red de mando y control de Hamás ha sido desmantelada, pero que las fuerzas de Hamás que se encuentran en la ciudad de Gaza aún no han sido derrotadas, especialmente en el sur de la ciudad de Gaza, donde el batallón Zaytoun tiene acceso a un refugio seguro en la retaguardia en la zona central. El ISW especuló que las fuerzas restantes de Hamás en el norte de la Franja de Gaza están cambiando su estrategia para fijar a las fuerzas israelíes en el área para evitar que las fuerzas de las FDI se muevan hacia el sur.

#### 12 de enero
Las FDI descubrieron una red de túneles subterráneos de la Yihad Islámica en el barrio de Shujaiya que las FDI no habían notado anteriormente a pesar de estar a un kilómetro de la frontera con Israel. Las FDI describieron que los combatientes restantes de Hamás habían entrado en un "modo guerrilla" después de la muerte de la mayoría de los comandantes de batallón de Hamás y habían interrumpido los intentos de las FDI de desmantelar la infraestructura militar restante de Hamás.

#### 17 de enero
Mientras las fuerzas israelíes se reposicionaban a lo largo del eje norte de Gaza, las brigadas Al-Qassam afirmaron haber tendido una emboscada a un grupo de soldados en un vehículo blindado Namer y matado a varios. Más tarde, el grupo paramilitar subió un vídeo en su transmisión militar del ataque, que muestra al Namer siendo emboscado en un ataque dual, primero con la detonación de un artefacto explosivo improvisado de Shawadh y en segundo lugar con un cohete Yasin-105 adicional disparado por militantes de la Brigada Qassam, matando a 10 personas. soldados cuyas placas de identificación se mostraron al final del video.

#### 18 de enero
El 18 de enero, las FDI declararon que Hamás había comenzado a reconstruir sus ejércitos en las zonas ocupadas del norte de Gaza. Las FDI habían declarado anteriormente que estos ejércitos habían sido despojados de capacidades militares, pero el 18 de enero la fuerza de combate de muchos batallones se había restablecido significativamente.

### Febrero de 2024

#### 10 de febrero
Las FDI anunciaron una operación de limpieza del tamaño de una división para hacer frente a las infiltraciones de Hamás en el norte de Gaza, que se cobraron la muerte de 120 militantes palestinos y el descubrimiento de un supuesto "centro de datos" de Hamás debajo de la sede de la Agencia de Obras Públicas y Socorro de las Naciones Unidas para los Refugiados Palestinos en el Cercano Oriente (UNRWA) además de armas dentro de la sede. El túnel mostrado a los periodistas comenzaba en una escuela de la UNRWA y pasaba por debajo de la sede de la UNRWA y las FDI afirmaron que el túnel recibía energía del edificio de la UNRWA. El jefe de la UNRWA, Philippe Lazzarini, negó que la UNRWA tuviera conocimiento del túnel y afirmó que carecía de la experiencia y la capacidad para inspeccionar debajo de las instalaciones. 

#### 29 de febrero
Más de 100 palestinos murieron y 750 resultaron heridos después de que las fuerzas israelíes abrieran fuego contra los palestinos que esperaban ayuda alimentaria al suroeste de la ciudad de Gaza.

## Reacciones
- Israel: El Primer Ministro israelí Benjamín Netanyahu, que anteriormente había rechazado los llamamientos a un alto el fuego, anunció "Estamos avanzando... Nada nos detendrá" y prometió destruir el gobierno de Hamás en la Franja de Gaza.[7] Netanyahu también había sugerido un plan para que Israel fuera responsable de la seguridad general de Gaza durante un "período indefinido" después de la guerra.[20]
- Hamás: El portavoz de Al-Qassam, Abu Obeida, dijo que el número de muertos de Israel en Gaza era mucho mayor de lo que los militares habían anunciado, y afirmó: «Sus soldados regresarán en bolsas negras».[12]
- Autoridad Nacional Palestina: El presidente de la Autoridad Nacional Palestina en Cisjordania, Mahmoud Abbas, afirmó que Israel estaba violando el derecho internacional. Abbas le dijo al secretario de Estado estadounidense, Antony Blinken, "No tengo palabras para describir el genocidio y la destrucción sufridos por nuestro pueblo palestino en Gaza a manos de la maquinaria de guerra de Israel, sin tener en cuenta los principios del derecho internacional".[59]
- Hezbolá: El secretario general de Hezbolá, Hassan Nasrallah, advirtió a Estados Unidos en un discurso que prevenir un conflicto regional dependía de poner fin a los bombardeos israelíes de Gaza, y amenazó con que los enfrentamientos a lo largo de la frontera entre Israel y el Líbano podrían convertirse en una guerra a gran escala. También insinuó que Hezbolá estaba dispuesto a enfrentarse a los buques de guerra estadounidenses en el Mediterráneo oriental.[60]
- Naciones Unidas: El Alto Comisionado de las Naciones Unidas expresó su preocupación de que los "ataques desproporcionados de Israel... pudieran equivaler a crímenes de guerra".[5] El jefe de derechos humanos de la ONU, Volker Türk, dijo que los asedios israelíes son ilegales según el derecho internacional.[12]
- Estados Unidos: El presidente estadounidense Joe Biden dijo "Creo que necesitamos una pausa" en un discurso.[5]
- Rusia: El presidente ruso Vladímir Putin criticó a quienes permanecen en silencio en medio de la escalada del sufrimiento y expresó que sólo las personas con un "corazón de piedra" pueden permanecer indiferentes, particularmente ante la difícil situación de los niños en la región.[61]
- Argelia: El parlamento argelino votó por unanimidad para autorizar al presidente Abdelmadjid Tebboune a entrar militarmente en la guerra en apoyo de Palestina con un voto del 100%. Argelia es el segundo país árabe que busca entrar en la guerra contra Israel, tras la declaración de guerra de los hutíes de Yemen a Israel dos días antes.[62]
- Emiratos Árabes Unidos: Los Emiratos Árabes Unidos advirtieron que existía el riesgo de un contagio regional de la guerra en Gaza. Afirmó que estaba trabajando "sin descanso" para asegurar un alto el fuego humanitario.[63]
- Arabia Saudita: Arabia Saudita anunció una campaña gubernamental para recolectar ayuda humanitaria para Gaza, que reunió más de 60.000 donaciones por valor de 17 millones de dólares en sus primeras horas. El rey Salmán bin Abdulaziz donó 8 millones de dólares, mientras que el príncipe heredero Mohammed bin Salman donó alrededor de 5,3 millones de dólares. Los funcionarios saudíes emitieron declaraciones condenando el bombardeo israelí de Gaza, pidiendo urgentemente un alto el fuego y pidiendo el establecimiento de un Estado palestino.[64]
- Omán: El Ministerio de Asuntos Exteriores de Omán exigió el establecimiento de un tribunal internacional para investigar los crímenes de guerra cometidos por Israel en Gaza. El ministerio también pidió "el procesamiento de los criminales de guerra por todas las masacres cometidas" y condenó los ataques a dos escuelas que albergaban a civiles, a la entrada de un hospital y a un tanque de agua público en las últimas 24 horas.[13]
- Turquía: El presidente turco, Recep Tayyip Erdoğan, dijo que rompía el contacto con Benjamín Netanyahu debido a las acciones de Israel en Gaza. Erdoğan afirmó que "Netanyahu ya no es alguien con quien podamos hablar. Lo hemos descartado".[13]
- Honduras: La presidenta hondureña, Xiomara Castro, llamó a su embajador debido a "la grave situación humanitaria que sufre la población civil palestina en la Franja de Gaza". El Ministerio de Asuntos Exteriores israelí criticó esta decisión y dijo que la medida ignora el derecho de Israel a defenderse contra Hamás.[13]
- Catar: El Ministerio de Asuntos Exteriores de Catar condenó enérgicamente el bombardeo israelí de la escuela y los hospitales de Al-Fakhoora en Gaza.[14]